# Биленштейн, Август
А́вгуст Иога́нн Го́тфрид Биленште́йн (нем. August Johann Gottfried Bielenstein; 20 февраля (4 марта) 1826 — 23 июня (6 июля) 1907) — знаток и исследователь латышского языка. В 1890 году стал член-корреспондентом Императорской Санкт-Петербургской Академии наук по разряду лингвистики.

## Биография
Родился 20 февраля (4 марта) 1826 года в Митаве в немецкой семье. Его отец — лютеранский священник Иоганн Готфрид Биленштейн. 
Обучение его началось в Германии: сначала — в гимназии в Шульпфорте, затем — в Галльском университете, в 1846—1850 годах он изучал богословие в Дерптском университете; в 1848 году был отмечен серебряной медалью и окончил курс наук в степени кандидата.
В 1852 году назначен пастором в Ной-Ауце в Курляндии, сменив умершего отца. В 1867 году он стал пастором немецкой общины в Добеле, занимая эту должность до 1905 года. В 1878 году был отмечен Золотым наперсным крестом.
Во время революции 1905 года местные революционеры сожгли его ценную библиотеку с архивом и Биленштейн вышел в отставку и покинул Добеле, прожив последние годы в родной Митаве, где и скончался 23 июня (6 июля) 1907 года.
Биленштейн был председателем Латышского литературного общества в 1864—1895 годах; с 1895 года — почётный президент. В журнале Латвийского литературного общества был опубликован целый ряд его статей в области лингвистики и этнографии. Был редактором крупнейшей латышской газеты Latviešu Avīzes.
Его сочинение «Die lettische Sprache nach ihren Lauten und Formen» (2 т. Берлин, 1863—1864) представляет одну из превосходнейших грамматик. В кратком виде она была напечатана в «Handbuch der lettischen Sprache. I. Grammatik» (Митава, 1863) и «Die Elemente der lettischen Sprache» (Митава, 1866). Эта работа ещё в рукописи в 1861 году была удостоена половинной Демидовской премии.
Кроме того, Биленштейн издал большое собрание латышских народных песен (до 1875 г. было отпечатано около 4800 четверостиший) и «Tausend lettische Räthsel, übersetzt und erklärt» (Митава, 1881). Под его редакцией был издан «Lettishe Wörterbuch» (1 ч., «Lettisch-deutsches Wörterbuch», Рига, 1872) Ульмана. Он также предпринял лингвистический и экзегетический пересмотр латышской Библии (Митау, 1877).
В 1883 году получил от Кёнигсбергского университета степень доктора философии. С 1890 года — член-корреспондент Петербургской академии наук. В 1902 году стал почётным доктором Дерптского университета.
Был почётным членом многих учёных обществ:
- Общество истории и древностей Остзейских губерний (1869)
- Курляндское общество литературы и искусства (1877)
- Литовское литературное общество в Тильзите (1879)
- Учёное эстонское общество (1888)
- Эстляндское литературное общество (1892)
- Прусское общество античности (1894)

В ознаменование 100-летия со дня его смерти в 2007 году в Добеле и Риге было проведено несколько мероприятий, в том числе открытие мемориальной доски. В 2008 году прошла выставка в Эстонской национальной библиотеке в Таллине.

## Семья
У него было три дочери и шесть сыновей. Первые шестеро родились в Ной-Ауце: Макс (1855—1869), Эмилий (1858—1943), Марта (1860—1938), Ганс (1863—1919), Иоганна (1864—1864), Эмма (1865—1887). Трое младших родились в Добеле: Зигфрид (1869—1949), Вальтер (1872—1961), Бернхард (1877—1959).